# Niccolò Tommaseo
Niccolò Tommaseo (ur. 9 października 1802 w Szybeniku, zm. 1 maja 1874 we Florencji) – włoski polityk, pisarz i językoznawca.

## Życiorys
Pochodził z rodziny kupieckiej. Uczęszczał do gimnazjum przy seminarium duchownym w Splicie. W 1822 roku ukończył studia prawnicze na Uniwersytecie Padewskim.
Następnie rozpoczął działalność literacką i publicystyczną. Po wyjeździe do Mediolanu zainteresował się ideami liberalnymi, obracając się w środowisku skupionym wokół florenckiego czasopisma Antologia. W 1827 roku przeprowadził się do Florencji. W 1834 roku udał się na emigrację do Francji w związku z opublikowaniem niepoprawnego politycznie artykułu. Po powrocie do Włoch zamieszkał w Wenecji. Kilkukrotnie odwiedzał rodzinną Dalmację. Opowiadał się za jej autonomią i przeciw jej połączeniu z Chorwacją. W 1848 roku uczestniczył w Wenecji w wydarzeniach Wiosny Ludów. W weneckim rządzie tymczasowym sprawował funkcję ministra oświaty. W 1849 roku został uwięziony i zesłany na wyspę Korfu. Całkowicie oślepł. W 1854 roku przeniósł się do Turynu, a następnie w 1859 roku do Florencji. Opowiadał się przeciwko Risorgimento. Tworzył w językach: włoskim, francuskim, greckim, chorwackim, a także po łacinie. Był przedstawicielem romantyzmu. Prowadził badania nad poezją ludową: toskańską, korsykańskich, iliryjskich i greckich. Pracował jako leksykograf. Za jego największe dzieło prozatorskie uważana jest powieść Fede e bellezza z 1840 roku.

## Wybrane prace
- Nuovo dizionario dei sinonomi della lingua italiana (1830)
- Due baci (1832)
- Dell’educazione (1834)
- Dell’Italia (1835)
- Il Duca d’Atene (1837)
- Il sacco di Lucca (1837)
- Memorie poetiche e poesie (1838)
- Dizionario estetico (1840)
- Studi filosofici (1840)
- Fede e bellezza (1840)
- Scintille (1841)
- Canti popolari toscani, corsi, illirici, greci (1841–1842)
- Rome et le monde (1851)
- La questione Dalmatica (1861)
- Il secondo esilio (1862)
- Dizionario della lingua italiana (1865–1879)
- Poesie (1872)[1]